# Registan

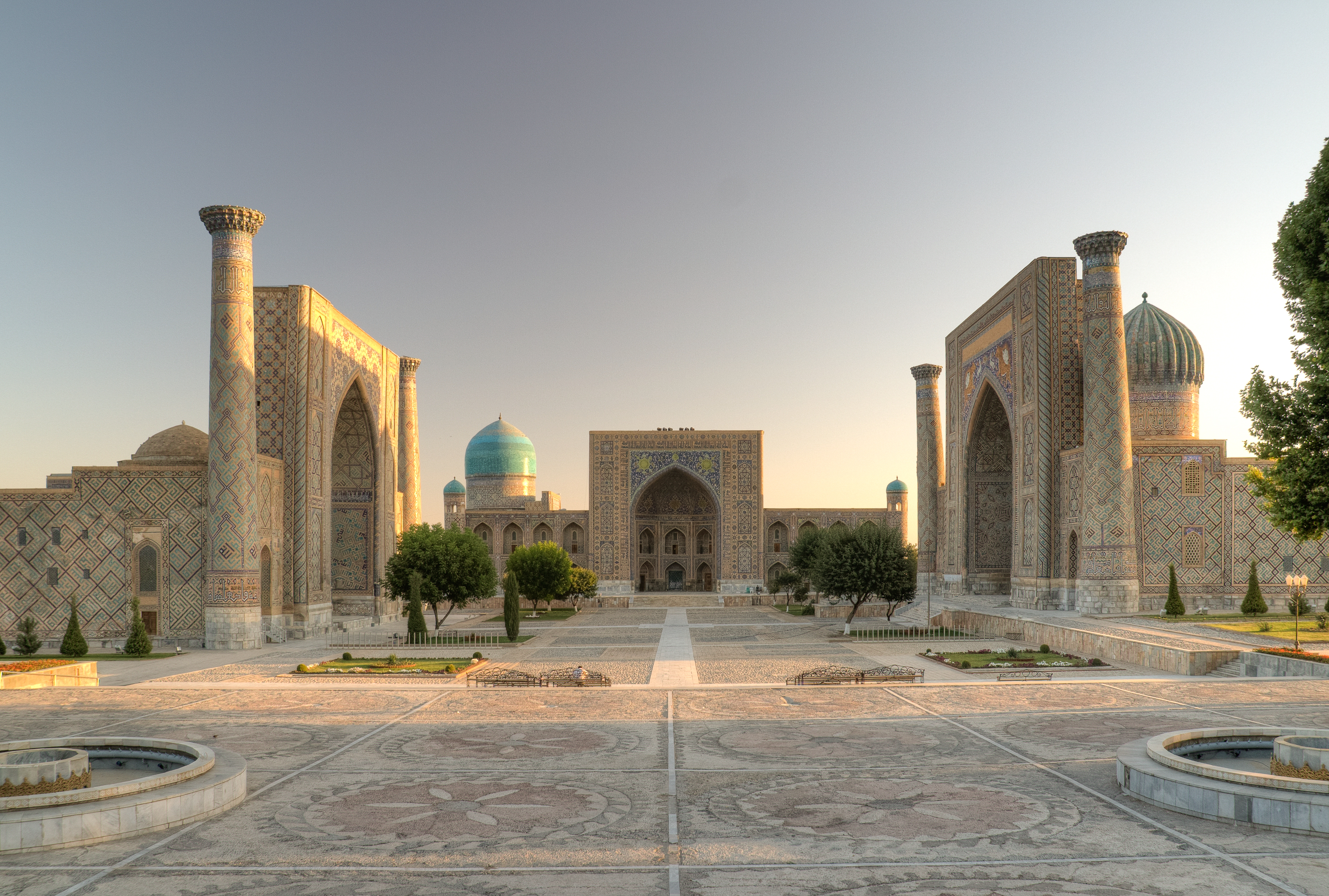
Registan và 3 madrasa của nó. Từ trái qua phải: Madrasa Ulugh Beg, Madrasa Tilya-Kori và Madrasa Sher-Dor.

Registan là trung tâm của thành phố cổ Samarkand ở Uzbekistan, được xây dựng dưới triều đại Timurid. Cái tên Rēgistan (ریگستان) có nghĩa là "miền cát" hoặc "hoang mạc" trong tiếng Ba Tư.
Registan là một quảng trường công cộng. Vào thời phong kiến, đây là nơi mọi người thường tụ họp để họp chợ, nghe những lời tuyên bố của hoàng gia được phát ra từ những ống kèn bằng đồng khổng lồ với âm thanh khá khó nghe gọi là dzharchis - và là một nơi để hành quyết công khai. Nó được bao quanh bởi ba madrasa (các trường học Hồi giáo) được xây dựng bằng kiến trúc Hồi giáo đặc trưng. Quảng trường được coi là trung tâm của thời kỳ Phục hưng Timurid.
Ngày nay, Registan là địa điểm tổ chức nhiều sự kiện chính, bao gồm các lễ hội âm nhạc.

## Madrasa

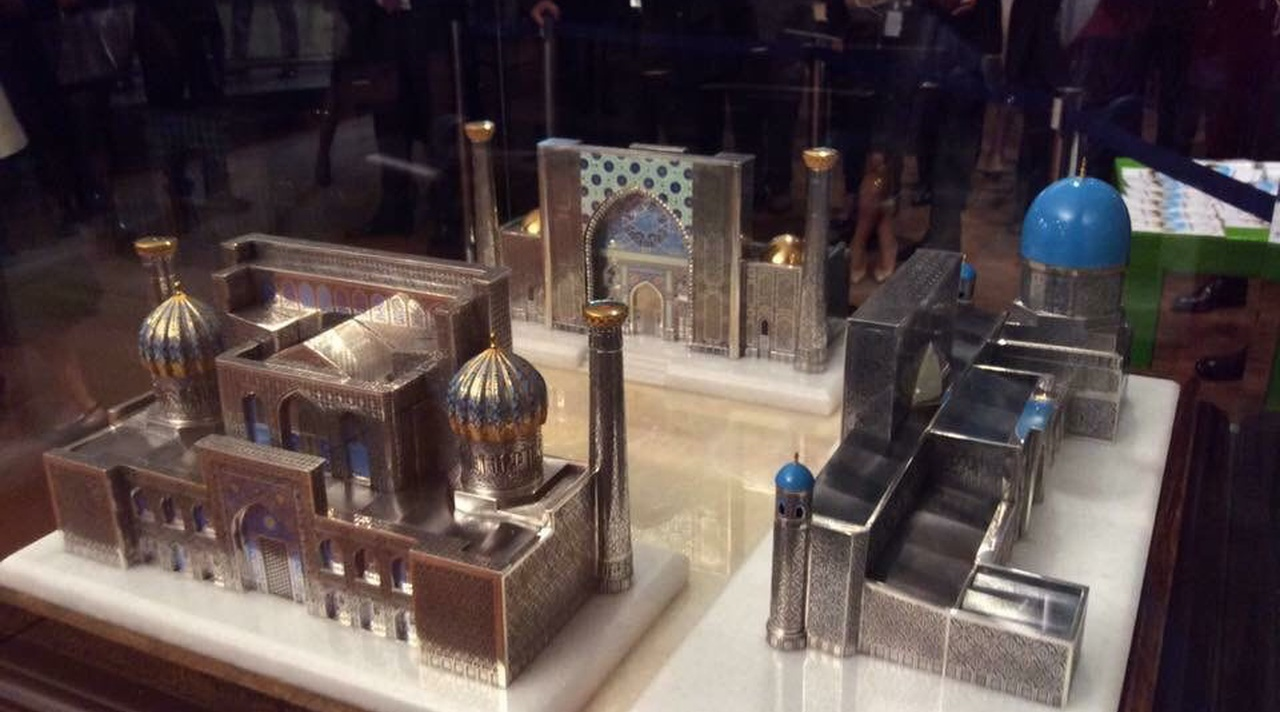
Mô hình thu nhỏ của quảng trường Registan tại trụ sở Liên Hợp Quốc ở New York.

Ba Madrasa của Registan bao gồm: Madrasa Ulugh Beg (1417–1420), Madrasa Tilya-Kori (1646–1660) và Madrasa Sher-Dor (1619-1636). Madrasa là một thuật ngữ tiếng Ả Rập có nghĩa là trường học.

### Madrasa Ulugh Beg (1417-1420)
Madrasa Ulugh Beg được xây dựng bởi Ulugh Beg trong thời kỳ đế chế Timur của Thiếp Mộc Nhi, có một iwan hùng vĩ với một pishtaq hình vòm mũi mác hoặc cổng đối diện với quảng trường. Các góc được bao quanh bởi các tháp giáo đường Hồi giáo. Tấm khảm trên vòm lối vào của iwan được trang trí bằng các đồ trang trí cách điệu hình học. Khu sân trong bao gồm một nhà thờ Hồi giáo và phòng giảng, và được bao quanh bởi các phòng ký túc xá nơi các môn sinh sống. Có những phòng trưng bày sâu dọc theo hệ trục. Ban đầu, Madrasa Ulugh Beg là một tòa nhà hai tầng với bốn mái vòm (các phòng giảng đường) ở các góc.
Madrasa Ulugh Beg (tiếng Ba Tư: مدرسه الغ بیگ) là một trong những trường đại học đào tạo giáo sĩ tốt nhất của Hồi giáo phương Đông trong thế kỷ 15. Abdul-Rahman Jami, nhà thơ người Ba Tư vĩ đại, học giả, nhà truyền giáo, nhà khoa học và triết gia đã học tại madrasa này. Ulugh Beg đã tự mình giảng bài ở đó. Dưới thời chính quyền của Ulugh Beg, madrasa của ông là một trung tâm giáo dục quan trọng.

### Madrasa Sher-Dor (1619–1636)
Trong thế kỷ 17, người cai trị của Samarkand, Yalangtush Bakhodur, đã ra lệnh xây dựng Madrasa Sher-Dor (tiếng Ba Tư: شیردار) và Madrasa Tillya-Kori (tiếng Ba Tư: طلاکاری). Hình con hổ được ghép trên mặt tiền của mỗi madrasa với họa tiết đặc sắc, trong đó họ đưa ra lệnh cấm trong Hồi giáo của việc mô tả cuộc sống trên các tòa nhà tôn giáo, đặc biệt là khi chúng đại diện cho các mô-típ tôn giáo Ba Tư cổ xưa hơn. Có một chút ảnh hưởng của Hỏa giáo trong kiến trúc.

### Tilya-Kori Madrasa (1646–1660)
Mười năm sau, Madrasa Tilya-Kori (tiếng Ba Tư: طلاکاری, có nghĩa là "Mạ vàng") được xây dựng. Nó không chỉ là một trường cao đẳng dân cư cho môn sinh, mà còn đóng vai trò như một masjid lớn (tức nhà thờ Hồi giáo). Nó có một mặt tiền chính hai tầng và một sân lớn bao quanh bởi các ký túc xá, với bốn phòng trưng bày dọc theo các trục. Tòa nhà thờ Hồi giáo (xem hình) nằm ở phần phía tây của sân. Sảnh chính của nhà thờ Hồi giáo được mạ vàng khá nhiều.

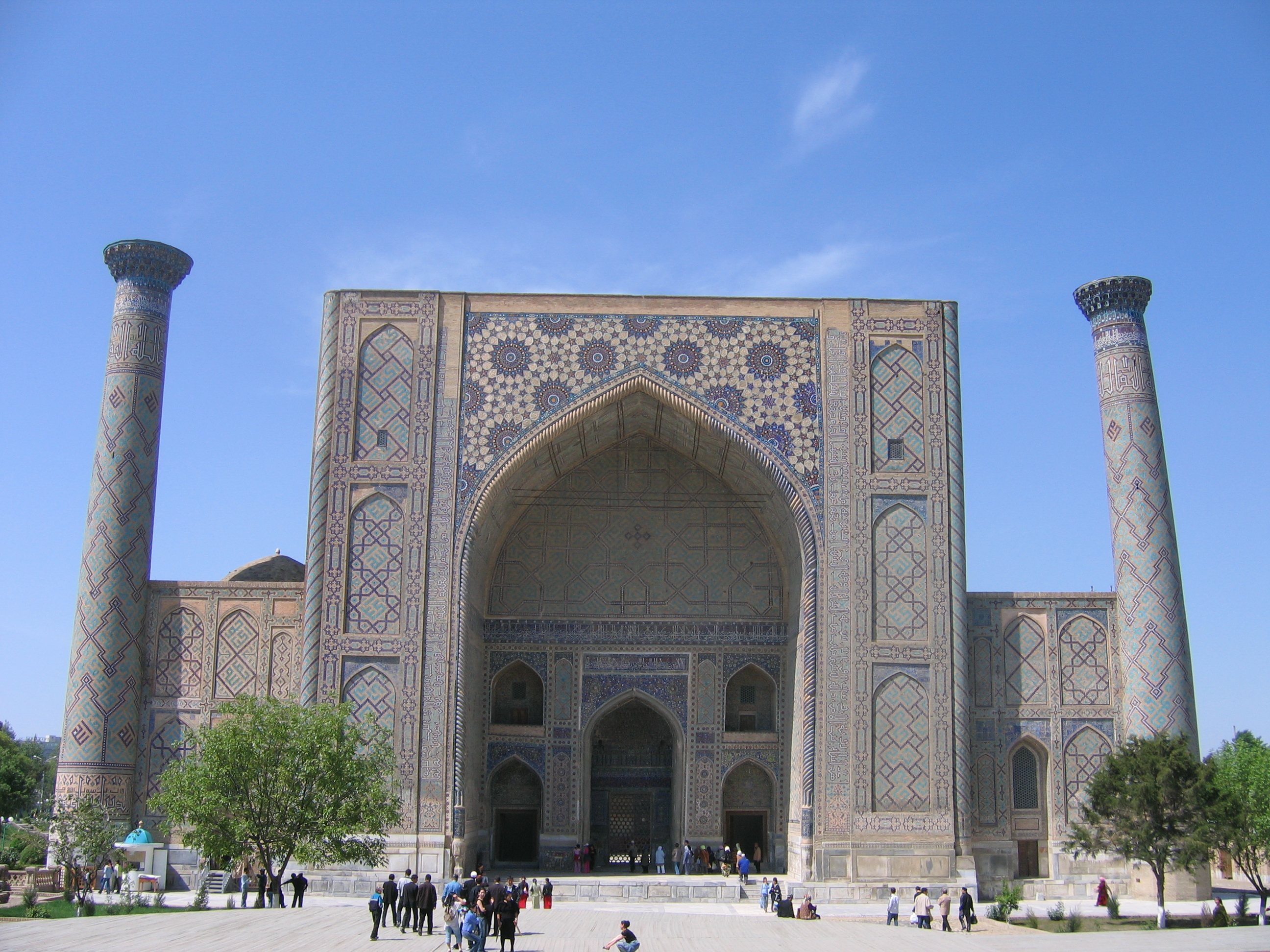
Madrasa Ulugh Beg
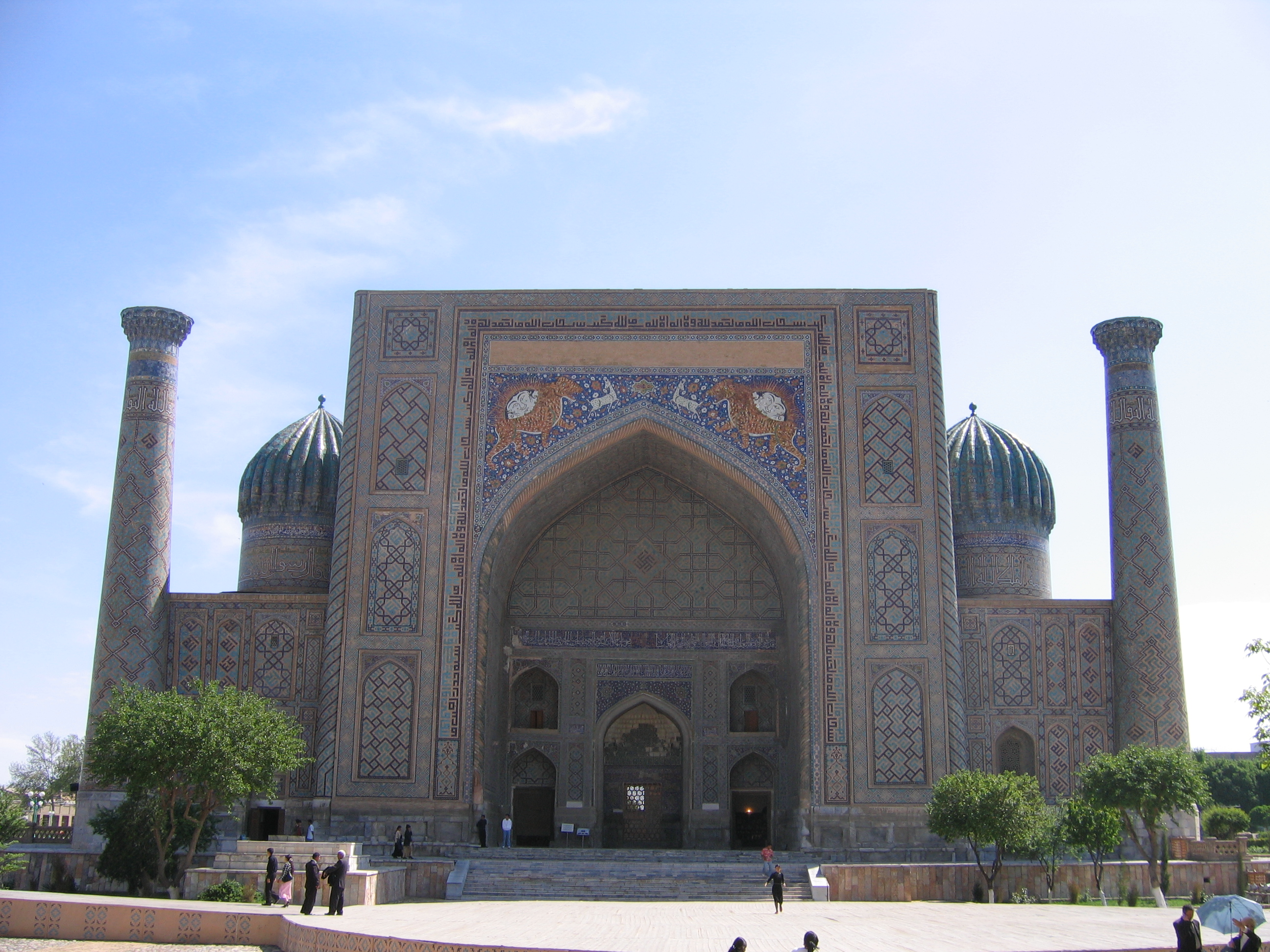
Madrasa Sher-Dor
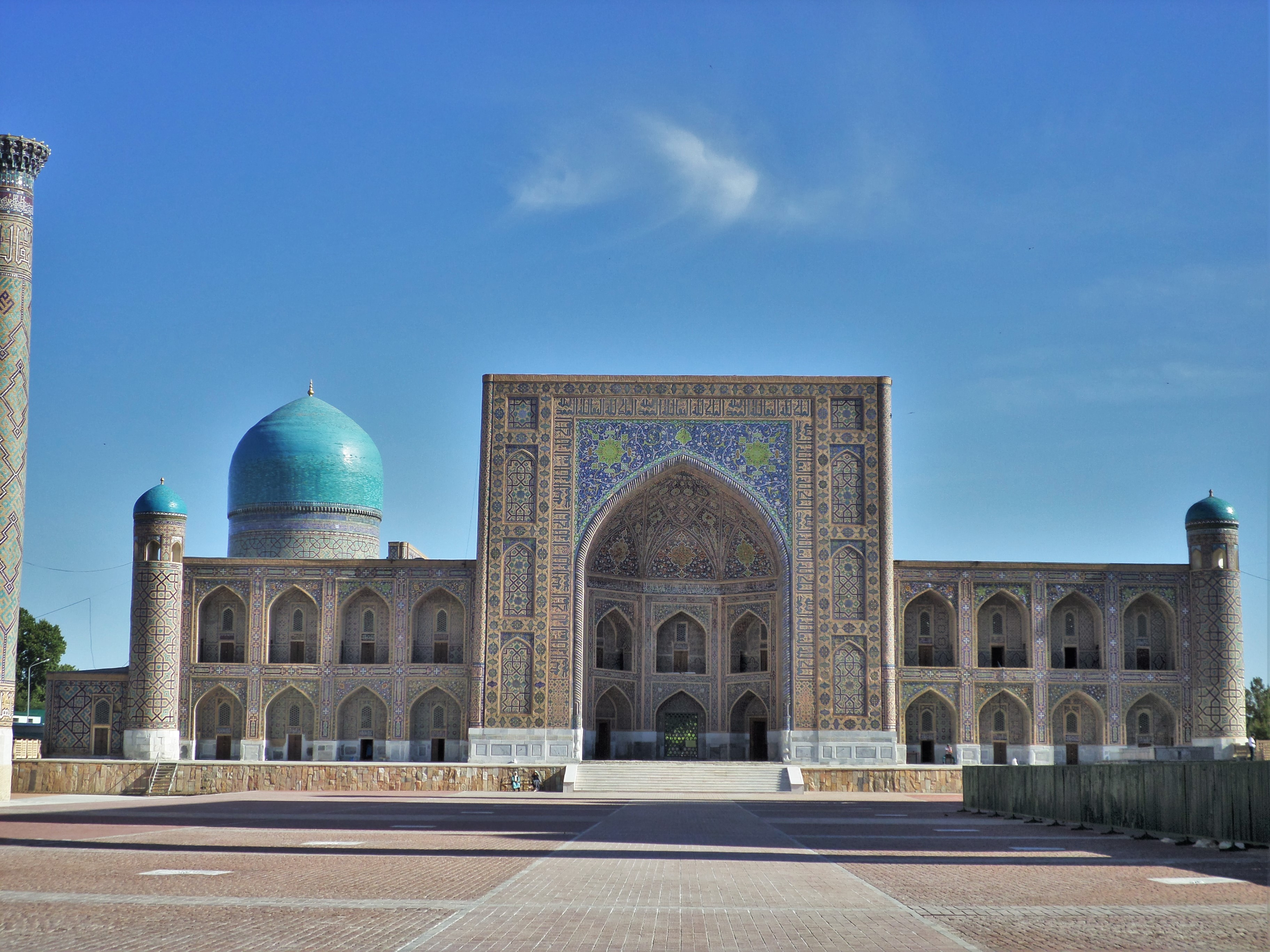
Madrasa Tilya Kori
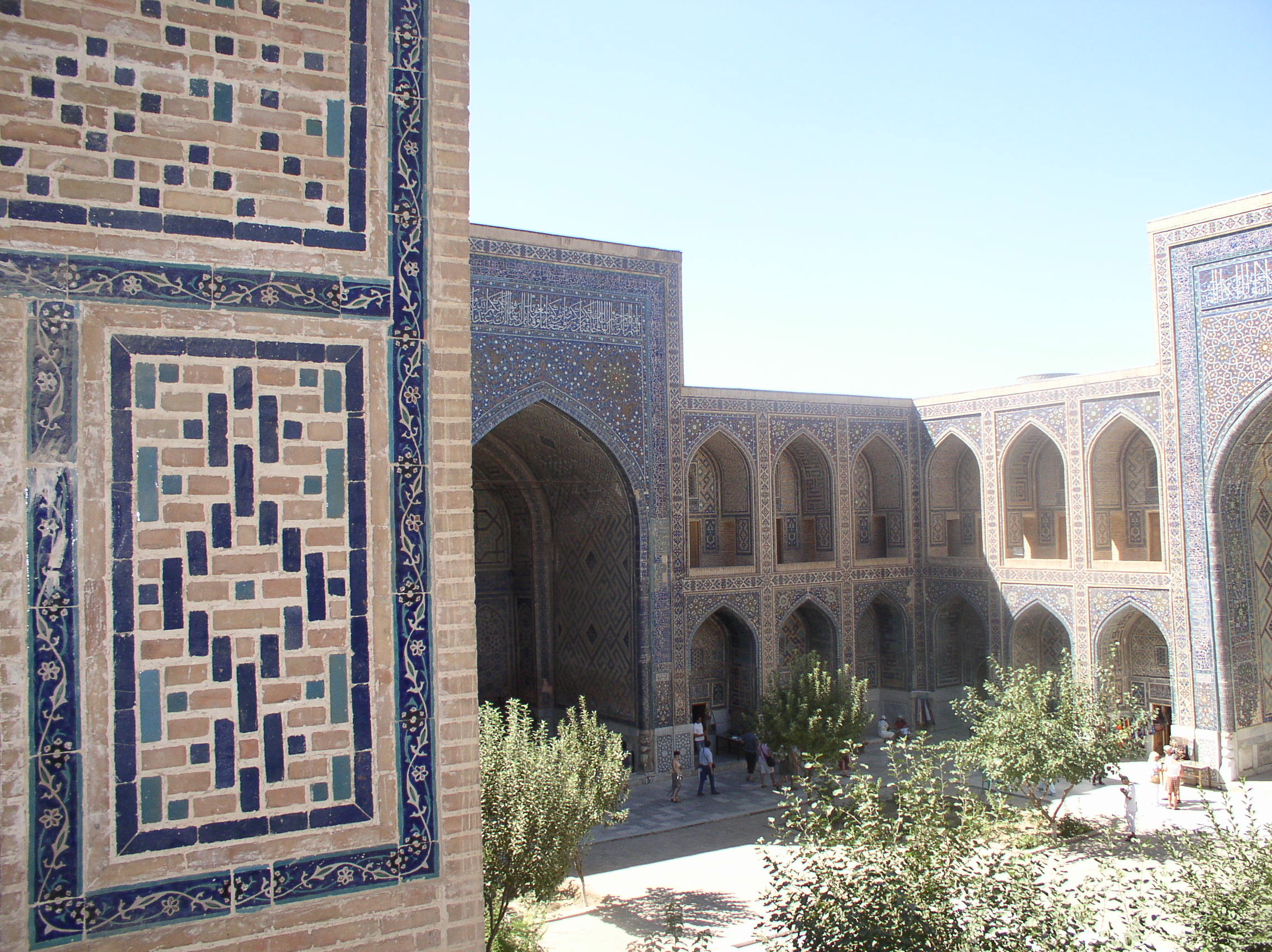
Khu sân trong của Madrasa Ulugh Beg
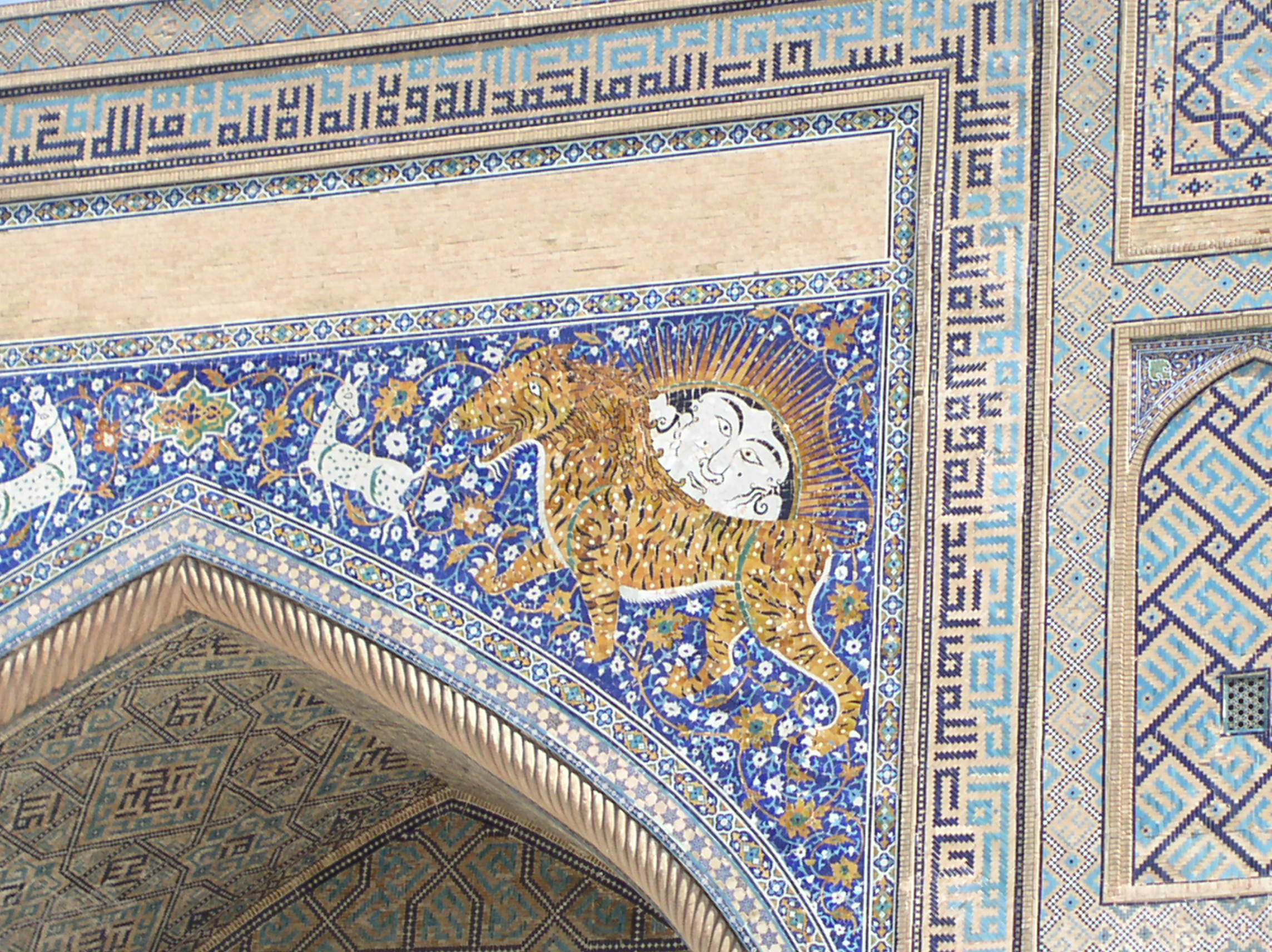
Họa tiết hổ trên iwan của Madrasa Sher-Dor
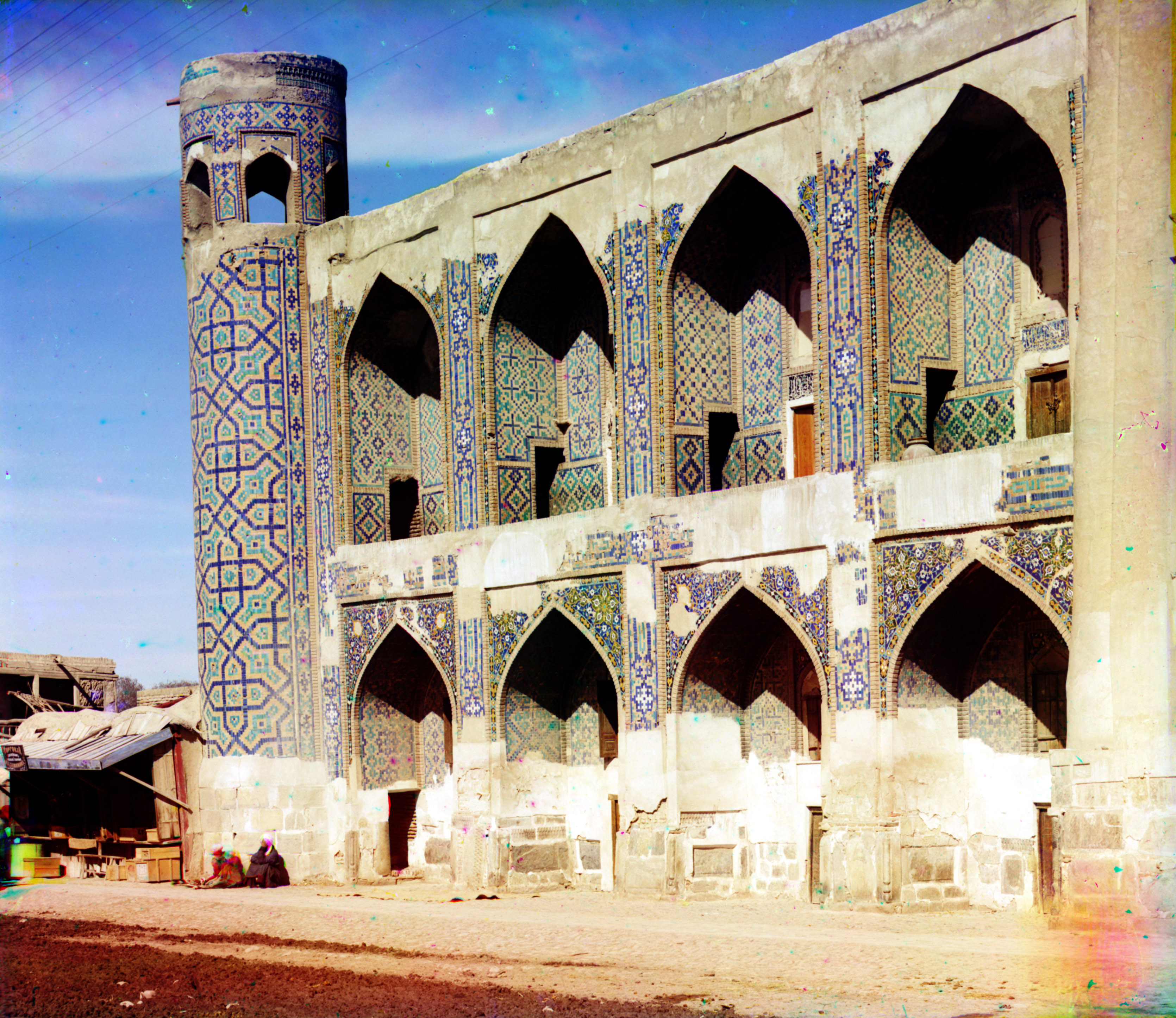
Madrasa Tilya Kori vào thế kỉ 19

## Các công trình khác

### Lăng Shaybanids
Về phía đông của Madrasa Tilya-Kori là vị trí lăng mộ của các hoàng đế nhà Shaybanid (thế kỷ 16) (xem hình). Người sáng lập thực sự của triều đại Shaybanid là Muhammad Shaybani - cháu của Abu'l Khair. Năm 1500, với sự ủng hộ của hãn quốc Sát Hợp Đài, sau này có kinh đô tại Tashkent, Muhammad Shaybani chinh phục Samarkand và Bukhara vào cuối thời Timurid. Ông sau đó đã phản trắc, chuyển hướng sang tấn công Sát Hợp Đài và vào năm 1503 chiếm được Tashkent. Ông chiếm Khiva năm 1506 và vào năm 1507, ông đã đánh chiếm Merv (Turkmenistan), miền đông Ba Tư và miền tây Afghanistan. Các hoàng đế Shaybanid sau đó đã ngăn chặn sức ảnh hưởng của nhà Safavid, đế quốc trong năm 1502 đã đánh bại Aq Qoyunlu (Iran). Muhammad Shaybani là một lãnh đạo du mục của người Uzbek. Trong những năm sau đó, về cơ bản họ đã định cư tại các ốc đảo ở Trung Á. Cuộc xâm lược của người Uzbek vào thế kỷ thứ 15 là thành phần cuối cùng của dân tộc học Uzbekistan ngày nay.

### Mái vòm Chorsu
Chợ mái vòm cổ Chorsu nằm ngay phía sau Madrasa Sher-Dor.

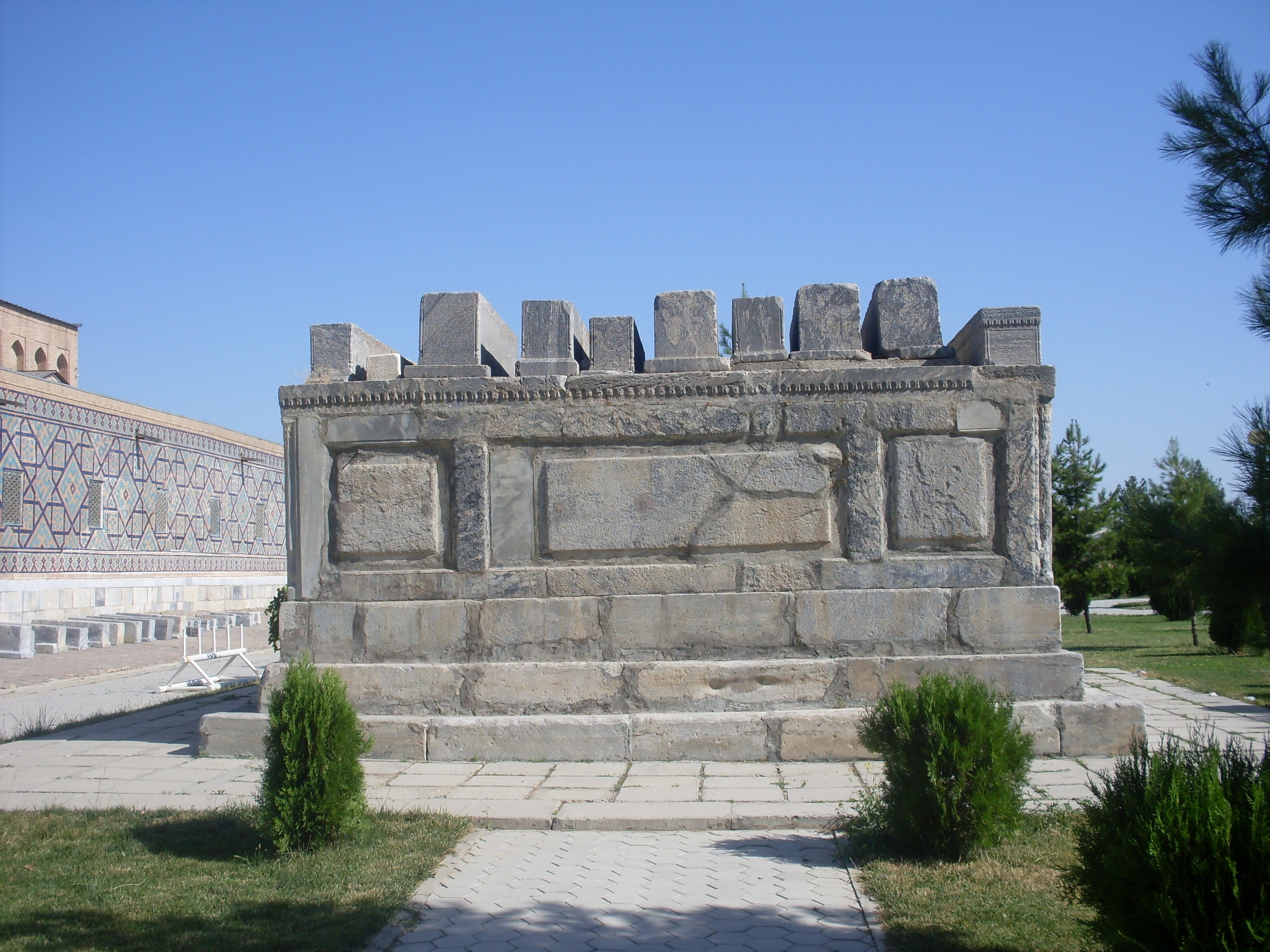
Lăng tẩm triều đại Shaybanid
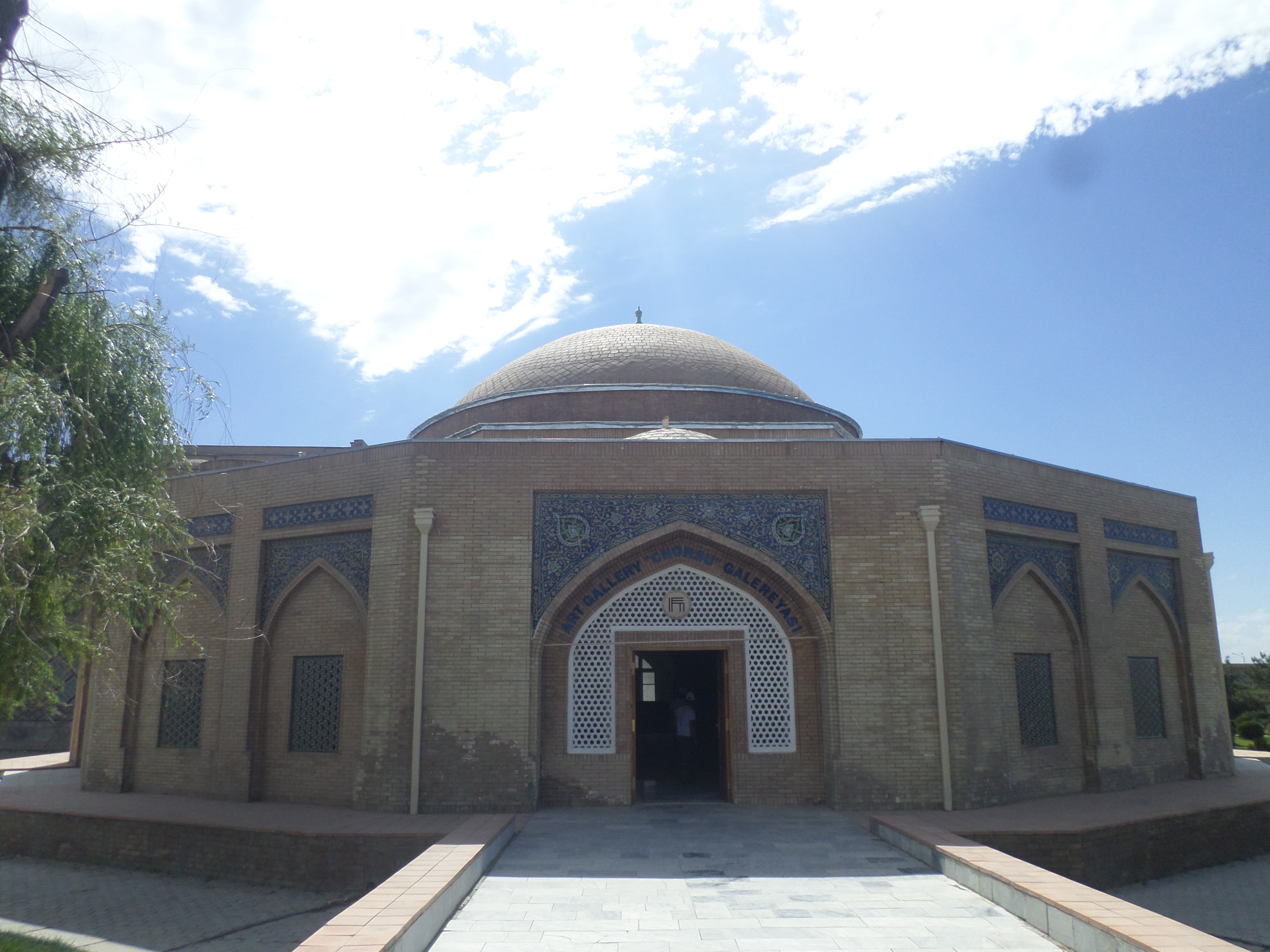
Chợ mái vòm Chorsu